# Charlie Ottley
Charlie Ottley (n. 17 iulie 1971) este un renumit jurnalist, prezentator TV, poet și regizor britanic.
S-a remarcat prin realizarea de documentare de călătorie⁠(d) ce explorează frumusețea și diversitatea peisajelor naturale ale României. Printre creațiile sale se numără producțiile „Wild Carpathia” (2011) și „Aromele României” (2017), care au adus în atenția publicului internațional bogăția culturală și peisagistică a acestei țări. Pentru contribuția sa deosebită la promovarea culturii și turismului românesc, Charlie Ottley a fost distins cu Ordinul Meritul Cultural de către guvernul României în 2021.

## Tinerețea și educația
Debutând ca scriitor de știri și articole in 1996, Ottley a avansat rapid în carieră devenind redactor de știri, iar mai apoi, corespondent la Hollywood pentru World Entertainment News Network, cu biroul său în Los Angeles. În 1997, s-a întors în Marea Britanie și a ales să se dedice poeziei și scrierii de rubrici. A devenit o prezență obișnuită în programele BBC, printre care BBC Radio 5 Live, The Today Program, Saturday Live și The Daily Politics. De asemenea, a colaborat ca scriitor independent pentru ITV, Channel 4 și World Online.

## Carieră

### Jurnalism
În 1996, începând ca scriitor de știri și articole, Ottley și-a desăvârșit abilitățile de jurnalist devenind ulterior redactor de știri și corespondent la Hollywood pentru World Entertainment News Network, cu sediul în Los Angeles, California, Statele Unite ale Americii. În 1997, s-a întors în Regatul Unit și și-a îndreptat atenția către poezie și scrierea de rubrici. A devenit o prezență obișnuită în programele BBC, inclusiv BBC Radio 5 Live, The Today Program, Saturday Live și The Daily Politics. De asemenea, a colaborat ca scriitor independent pentru ITV, Channel 4 și World Online.
A contribuit săptămânal la coloana intitulată "Weekender" pentru publicația The Daily Express, pe care ulterior, în 2000, a transformat-o și co-produs-o sub formă de serial TV pentru postul The Travel Channel. Ulterior, a lansat seria sa de călătorii culinare "Arome din Chile" pe același canal TV pentru următorii doisprezece ani, extinzând conceptul la "aromele" unor țări diverse.
Astăzi Ottley continuă să fie un jurnalist independent și colaborează cu BBC, The Daily Mail, Food and Travel Magazine, Daily Express și alte publicatii mass-media. 

### Turism
În 2011, Ottley a regizat un documentar despre atracțiile istorice și turistice din România, intitulat "Wild Carpathia", pentru postul Travel Channel. Documentarul, în care apare și Prințul Charles, a fost difuzat în întreaga lume în 110 țări și tradus în 11 limbi. În 2017, Ottley a prezentat episodul 4 din "Wild Carpathia" în fața a 193 de reprezentanți ai statelor membre și a 400 de VIP-uri la sediul Națiunilor Unite din New York. Episodul final al documentarului a fost lansat în 2019. "Wild Carpathia" a fost distins cu premiul pentru "Cel mai bun documentar 2020" la Festivalul de Film Alpin de la Brașov, România.
Ottley a creat, prezentat, produs și regizat un alt serial de nouă episoade, "Aromele României", pentru Televiziunea Națională Română în 2017. Mai târziu, acesta a fost difuzat și pe canalele românești Digi 24, Digi World, Digi Life, TVR International și Kanal D. A devenit unul dintre cele mai urmărite filme de pe Netflix.
În 2020, Ottley a redactat, editat și narat patru scurtmetraje pentru BBC în scopul promovării turismului în România. În iunie 2020, în urma redeschiderii României după perioada post-Covid, el a produs și editat un documentar de cinci minute împreună cu Prințul Charles, în sprijinul turismului intern.
În iulie 2020, Charlie a colaborat cu consiliile municipale și județene din Brașov pentru a produce patru noi filme destinate BBC World News, menite să promoveze culturile din Brașov și Transilvania. În decembrie 2021, a realizat un documentar despre Delta Dunării, care a fost difuzat pe Digi24 în Ziua națională a României.
De asemenea, Charlie Ottley a lucrat cu The European Nature Trust in diverse proiecte pentru a ajuta la protejarea mediului, a pădurilor și munților din România. 
În septembrie 2020 Ottley a fost numit cetățean de onoare al Brașovului.

## Viața personală
Ottley este căsătorit cu Oana Mihai din anul 2012. S-a mutat în România și și-a cumpărat o casă în județul Brașov în 2021, unde trăiește alături de soția sa.

## Documentare
- Wild Carpathia (2011-2013)
- Arome din Columbia (2012)
- Arome ale României (2017)

## Cărți
- Cautionary Verses & Ruthless Rhymes for Modern Times (2006), publicat de Constable & Robinson .

## Premii și onoruri
- Decorația Regală a Crucii Casei Regale Române pentru documentarul „Wild Carpathia” în 2018.
- Cea mai bună promovare pentru România în străinătate de la Premiul România-Insider în 2018.
- Cea mai bună inițiativă în jurnalism și marketing de la Romania Top Hotel Awards.
- Ordinul Meritul Cultural, decorat de președintele Klaus Iohannis în ianuarie 2021, pentru promovarea culturii române.